# 弗朗茨·斯蒂格勒
弗朗茨·斯蒂格勒（德語：Franz Stigler，1915年8月21日—2008年3月22日）是第二次世界大戰納粹德國的飛行員。弗朗茨出生於威瑪共和國巴伐利亞雷根斯堡。他的父親也叫弗朗茨，是第一次世界大戰的飛行員與觀測員。弗朗茨自十二歲便開始駕駛滑翔機。於1930年成為漢莎航空的一名飛行員。他最著名的學生是納粹德國空軍的王牌飛行員格爾哈德·巴克霍隆。
弗朗茨服役於北非第27戰鬥機聯隊與歐洲第44噴射戰鬥機聯隊，他的服役生涯中駕駛著梅塞施密特Bf 109戰鬥機與梅塞施密特Me 262戰鬥機。

## 查理·布朗與弗朗茨·斯蒂格勒事件
1943年12月20日，弗朗茲攔截了一架名為“ Ye Olde Pub”的B-17轟炸機，該轟炸機的飛行員為查理·布朗（Charles Brown）。在當天早些時候弗朗茲剛剛擊落了兩架B-17轟炸機。不久後他發現了查理·布朗駕駛的一架受損嚴重的B-17轟炸機。準備將它擊落時，他注意到了機尾機槍手並未對他開火。在進一步檢查該飛機之後，弗朗茲從轟炸機上破損的大洞看見一位組員正冒著危險想拯救同機的組員。弗朗茨表示：「對我來說攻擊他們，就像是攻擊已經開啟降落傘的人一般。」。弗朗茲示意希望布朗把飛機降落在德國的機場。然而，布朗與其組員決定繼續飛往英國。因此，弗朗茲決定護送該B-17轟炸機前往北海岸，在弗朗茲判定他們離開德國空域之後便向他們敬禮之後掉頭飛回德國。
在當時弗朗茨從未談論過此事，因為此事可能導致他被送上軍事法庭。布朗將此事報告給他的指揮官，而他的指揮官要求他將此事保密。多年後，查理·布朗開始尋找弗朗茨。在半個世紀之後，兩人才得以見面。
兩人在1990年成為十分友好的朋友，兩人的友誼直到2008年兩人相繼離世。 

## 軼事
有人認為第44噴射戰鬥機聯隊名為“ White 3”的梅塞施密特Me 262戰鬥機，是阿道夫·加蘭德的座機。但這是錯誤的, 因為“White 3”是弗朗茲的座機，之所以會造成這個誤解，是因為加蘭德曾與弗朗茲的座機拍過一張照片，這才導致了大家的誤解。